# Perales del Alfambra
Perales del Alfambra es un municipio y localidad española de la provincia de Teruel, en la comunidad autónoma de Aragón. El término municipal, ubicado en la comarca de la Comunidad de Teruel y que incluye también la pedanía de Villalba Alta, tiene una población de 271 habitantes (INE 2024).

## Geografía
El municipio está integrado en la comarca de Comunidad de Teruel, se sitúa a 37 km de la capital provincial. El término municipal está atravesado por la carretera nacional N-420, entre los pK 615 y 622, y por las carreteras autonómicas A-1509, que se dirige a Visiedo, y A-1510, que conecta con Rillo, además de por una carretera local que permite la comunicación con Orrios. Tiene un área de 104,24 km² con una población de 251 habitantes (INE 2021) y una densidad de 2,41 hab./km².
El relieve es predominantemente llano, caracterizado por una amplia meseta (Llano de Visiedo) interrumpida por algunas ramblas y el valle del río Alfambra. Al este del río, el terreno es más escarpado y ascendente hacia la sierra del Pobo. La altitud oscila entre los 1480 m en el extremo suroriental, ya en la sierra del Pobo, y los 1050 m a orillas del río. El pueblo se alza a 1165 m sobre el nivel del mar.
| Noroeste: Rillo    | Norte: Fuentes Calientes | Nordeste: Cañada Vellida |
| Oeste: Visiedo     |                          | Este: Galve              |
| Suroeste: Alfambra | Sur: Orrios              | Sureste: Orrios          |

## Historia
Hacia mediados del siglo XIX, el lugar tenía contabilizada una población de 537 habitantes. Aparece descrito en el decimosegundo volumen del Diccionario geográfico-estadístico-histórico de España y sus posesiones de Ultramar de Pascual Madoz de la siguiente manera:

PERALES: l. con ayunt. en la prov., dioc. y part jud. de Teruel (6 leg.), aud. terr. de Zaragoza, y c. g. de Aragon. sit. en medio de una llanura en el valle que forma el r. Alfambra: el clima es algo frio por estar combatido del viento N., y las enfermedades mas comunes catarros y pulmonias. Se compone de 142 casas de regular construccion; una escuela de primeras letras concurrida por unos 30 niños; igl. parr. (San Blas) servida por un cura de entrada y de concurso y provision ordinaria, y un cementerio que en nada perjudica á la salud pública. Confina el térm. por el N. con el de Visedo y Puentes Calientes; E. Galvez; S. Villalba alta, Urrios y Alfambra, y O. Camañas. El terreno es todo de secano, pero sus pastos son de escelente calidad. Los caminos conducen á los pueblos limítrofes en regular estado. El correo se recibe de la cap. de la prov. prod.: trigo, centeno, cebada, avena, lentejas, nabos y patatas; hay ganado lanar, cabrio y vacuno, y caza menor. pobl.: 134 vec., 537 alm. riqueza imp.: 58,881 rs.
(Madoz, 1849, pp. 801-802)

Hasta la reforma de la nomenclatura municipal de 1916 el municipio se llamaba simplemente Perales. En dicha fecha su nombre fue modificado por el de Perales del Alfambra.

## Demografía
Perales del Alfambra cuenta con una población de 271 habitantes (INE 2024).
| Gráfica de evolución demográfica de Perales del Alfambra entre 1842 y 2021 |
| |
| Población de derecho según los censos de población del INE Población de hecho según los censos de población del INEEn estos censos se denominaba Perales: 1842, 1857, 1860, 1877, 1887, 1897, 1900 y 1910 Entre el censo de 1981 y el anterior, crece el término del municipio porque incorpora a 44115 (Galve) y 44253 (Villalba Alta) Entre el censo de 1991 y el anterior, disminuye el término del municipio porque independiza a 44115 (Galve) |

## Administración y política

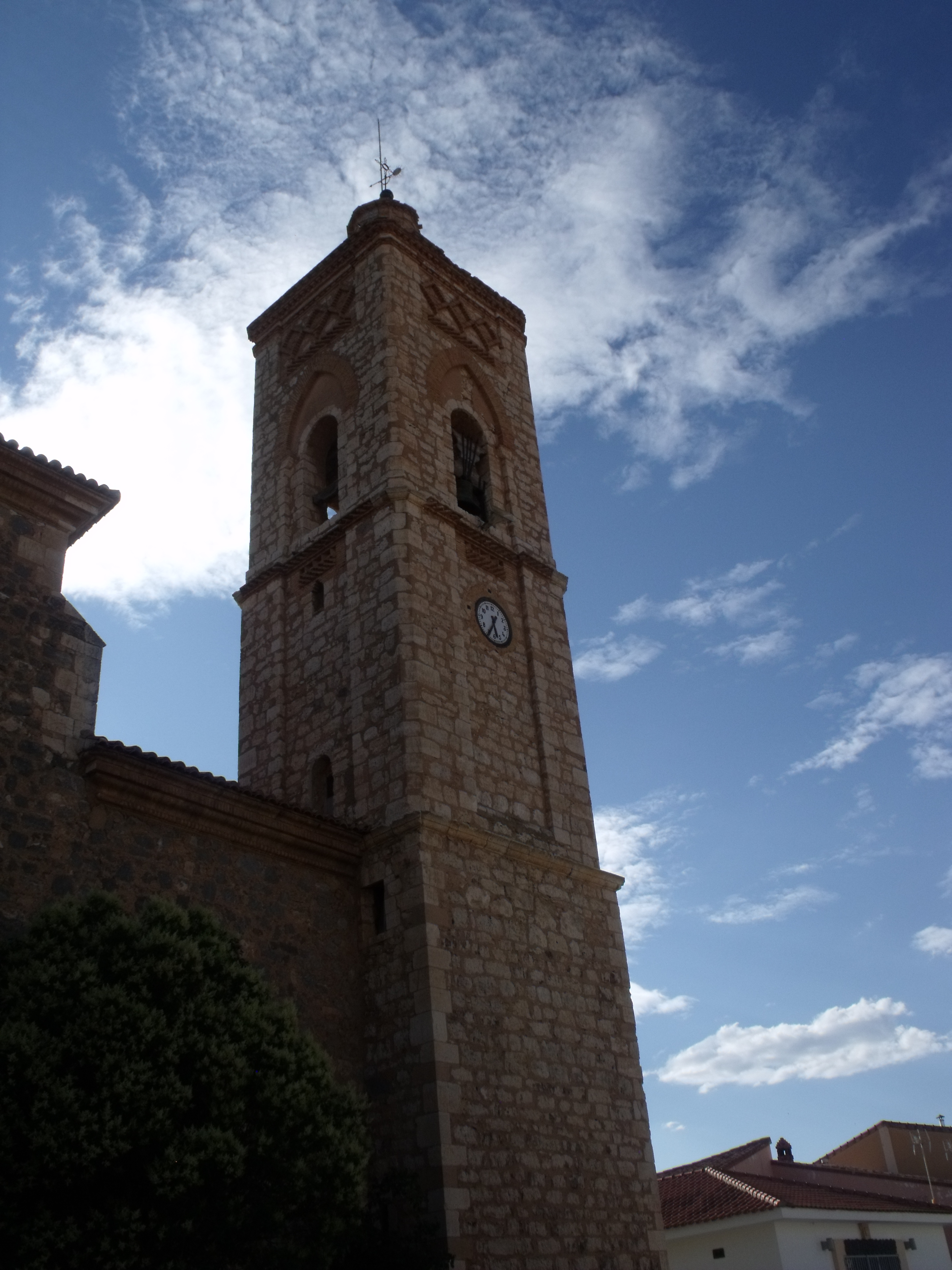
Torre de la iglesia de la Asunción

| Periodo   | Nombre                          | Partido | Partido                                            |
| --------- | ------------------------------- | ------- | -------------------------------------------------- |
| 1979-1983 | Juan José Royo Pascual          |         | Unión de Centro Democrático (UCD)                  |
| 1983-1987 | Juan José Royo Pascual          |         | Partido de los Socialistas de Aragón (PSOE-Aragón) |
| 1987-1991 | Juan José Royo Pascual          |         | Partido Aragonés (PAR)                             |
| 1991-2003 | José Victoriano Martín Delgado  |         | Partido Aragonés (PAR)                             |
| 2003-2019 | Jesús Jaime Polo Ortín          |         | Partido de los Socialistas de Aragón (PSOE-Aragón) |
| 2019-2023 | Francisco Javier Lahoz Villalba |         | Ciudadanos (CS)                                    |
| 2023-2027 | Pedro Manuel Polo Íñigo         |         | Partido de los Socialistas de Aragón (PSOE-Aragón) |

| Partido político    | Partido político                                   | 2003   | 2007   | 2011   | 2015   | 2019   | 2023   |
| Partido político    | Partido político                                   | Ediles | Ediles | Ediles | Ediles | Ediles | Ediles |
|                     | Partido de los Socialistas de Aragón (PSOE-Aragón) | 2      | 4      | 3      | 4      | 2      | 4      |
|                     | Partido Popular de Aragón (PP)                     | 3      | 2      | 2      | 2      | 0      | 3      |
|                     | Vox                                                | —      | —      | —      | —      | —      | 0      |
|                     | Ciudadanos (CS)                                    | —      | —      | —      | —      | 3      | —      |
|                     | Partido Aragonés (PAR)                             | 2      | 1      | 2      | 1      | 0      | —      |
| Total de concejales | Total de concejales                                | 7      | 7      | 7      | 7      | 7      | 7      |